# مکس شکتمن
مَکس شَکتمَن (۱۹۷۲-۱۹۰۴) (Max Shachtman) از اعضای حزب کمونیست آمریکا بود که بعدها از بنیان‌گذاران جنبش تروتسکیستی در این کشور شد. او در اواخر عمر به سوسیال دموکراتی شدیداً ضدشوروی بدل شد و به صهیونیست‌های کارگری پیوست.
او از حزب کارگر سوسیالیست جدا شد و به حزب سوسیالیست آمریکا پیوست.